# Негреба Ніна Захарівна
Ніна Захарівна Негре́ба (3 листопада 1955, м. Ліхен, Німеччина) — українська художниця, майстриня декоративно-ужиткового мистецтва, педагогиня. Членкиня Національної спілки художників України (2010).

## Життєпис
Народилася 3 листопада 1955 р. в м. Ліхен (Німеччина).
Живе і працює у Сумах.
1978 року закінчила студію образотворчого мистецтва (керівник Б. Б. Данченко).
У 1980—1982 рр. навчалася у Львівському інституті декоративно-ужиткового мистецтва (нині Львівська національна академія мистецтв).
Входила до складу сумської творчої групи «АРТ′С».
Від 1993 — викладачка майстерні художнього текстилю відділу образотворчого, декоративно-прикладного мистецтва та реставрації Сумського фахового коледжу мистецтв і культури імені Д. С. Бортнянського.
Учасниця обласних, всеукраїнських і міжнародних художніх виставок від 1976. Персональні виставки — у Сумах (1984, 1995, 2004, 2008, 2010, 2015, 2020), Києві (2006), Лебедині (Сумська обл., 2016).
Твори художниці зберігаються в Сумському обласному художньому музеї імені Н. Онацького, Лебединському міському художньому музеї імені Б. Руднєва, приватних колекціях в Україні та зарубіжних країнах: США, Німеччини, Італії, Польщі, Франції.

## Творчість
Працює у сфері станкового живопису та декоративно-ужиткового мистецтва (ткацтво, лялькарство, вишивка, гобелен). Створює роботи в техніці левкасу (особлива ґрунтовка, якою покривають дошки для іконопису і живопису по дереву), що дозволяє експериментувати з фактурами на поверхні та працювати різними фарбами: «Відпочинок на воді», «Жадання», «Сумний погляд», «Чашка кави» (усі — 2006)
Авторка кількох живописних циклів, присвячених жінкам: «Mon plaisir» («Моє задоволення»), «Відчуття аромату», «Повернення за ароматом». Картини Ніни Негреби — це завжди одкровення про жінок, образи яких подані художницею нестандартно, не так, як їх звикли сприймати. Майстриню приваблюють спостереження за душевними та духовними порухами жінок, причому не якоїсь конкретної особи (риси обличчя не індивідуалізовані, а подані узагальнено), а жінки-символу, жінки-образу, жінки-архетипу.

## Вибрані твори
«Подруги» (1982), «Бесіда в саду» (1983), «Холодне літо» (1993), «За рискою» (1998), «Освячення» (2002), «Мандрівка в нетрі» (2006), «Гаряча кава», «Кавова кантата» (обидва — 2007), «Проводи» (2009), «Високе почуття», «Відпочинок» (обидва — 2011), «Подорож у мету» (2018), «Розмова» (2019).